# Nirsa
Nirsa é uma vila no distrito de Dhanbad, no estado indiano de Jharkhand.

## Geografia
Nirsa está localizada a 23° 47′ N, 86° 43′ L. Tem uma altitude média de 139 metros (456 pés).

## Demografia
Segundo o censo de 2001, Nirsa tinha uma população de 13 903 habitantes. Os indivíduos do sexo masculino constituem 54% da população e os do sexo feminino 46%. Nirsa tem uma taxa de literacia de 64%, superior à média nacional de 59,5%: a literacia no sexo masculino é de 72% e no sexo feminino é de 55%. Em Nirsa, 14% da população está abaixo dos 6 anos de idade.